# Mikołaj Frydrychowski
Mikołaj Frydrychowski herbu Kornicz (ur. ok. 1560, zm. przed 30 grudnia 1621) – szlachcic małopolski.
Pochodził z drobnoszlacheckiej szlachty księstwa oświęcimskiego osiadłej tam od XIV w. Urodził się prawdopodobnie w szlacheckim zaścianku Frydrychowice jako syn tamtejszego właściciela cząstkowego Piotra Frydrychowskiego. Jego bratem był (jak podaje Kasper Niesiecki) Jan Frydrychowski (zm. 1625}, kanonik krakowski, bliski współpracownik biskupa Bernarda Maciejowskiego.
W latach 1607–1621 Mikołaj Frydrychowski pełnił obowiązki wojskiego oświęcimskiego. Będąc wyznania ewangelicko-reformowanego patronował zborom kalwińskim w dystrykcie oświęcimskim i krakowskim, m.in. we Frydrychowicach (do 1615 r.). Był prawdopodobnie jednym ze szlacheckich seniorów (equestris ordinis). Dwukrotnie żonaty, w tym z Jadwigą z Gosławskich, wdową po Stanisławie Iwanie Karnińskim, nie pozostawił po sobie potomstwa.